# Niels Zonneveld
Niels Zonneveld (* 22. Juli 1998 in Uitgeest) ist ein niederländischer Dartspieler.

## Karriere
Niels Zonneveld gab 2018 sein Debüt auf der PDC Development Tour, dort konnte er bei seinem vierten Turnier seinen ersten Turniersieg feiern. Ein weiteres Finale folgte in Hildesheim, wo er jedoch Luke Humphries unterlag. Im September 2018 erreichte er das Halbfinale der FCD Anniversary Open und schied beim westeuropäischen Qualifier für die PDC World Darts Championship 2019 gegen seinen Landsmann Derk Telnekes aus. Bei seiner ersten Teilnahme an der PDC World Youth Championship 2018 konnte Zonneveld die Gruppenphase nicht überstehen. Anfang 2019 konnte er sich am ersten Turniertag der PDC Qualifying School in Hildesheim mit einem 5:1-Finalsieg über den Österreicher Christian Gödl eine Tourkarte für die PDC Pro Tour erspielen. Aufgrund dessen nahm der Niederländer an den UK Open 2019 teil, schied jedoch bereits in Runde eins aus. Er debütierte später im Jahr auf der European Darts Tour als er beim European Darts Grand Prix in Sindelfingen antrat. Bei der PDC World Youth Championship 2019 erreichte er das Achtelfinale und bei den UK Open 2020 schaffte Zonneveld es in die vierte Runde. Bei der PDC World Youth Championship 2020 drang er bis ins Halbfinale vor, wo er jedoch Bradley Brooks unterlag. Durch gute Ergebnisse bei den Players Championships 2020 konnte sich Zonneveld erstmals für die Players Championship Finals 2020 qualifizieren. Über den PDPA Rest Of The World Qualifier konnte er sich für die PDC World Darts Championship 2021 qualifizieren. Bei seinem Weltmeisterschaftsdebüt unterlag er in der ersten Runde dem Iren William O’Connor mit 0:3. Bei der PDC Qualifying School 2021 qualifizierte er sich erneut für die PDC Pro Tour. Am 14. Juni 2021 spielte er beim Players Championship 13 gegen James Wade einen Neun-Darter.
Seinen bis dato größten Erfolg erlangte er bei den World Series of Darts Finals 2021: Vor dem Ausscheiden im Viertelfinale gegen Krzysztof Ratajski schlug er Dave Chisnall und Gary Anderson und spielte dadurch insgesamt 15.000 £ an Preisgeld ein.
Ende 2022 verlor Zonneveld seine Tour Card. Er konnte sie sich jedoch direkt über die Q-School 2023 zurückerspielen.

## Weltmeisterschaftsresultate

### PDC-Junioren
- 2018: Gruppenphase (5:2-Sieg gegen  Fred Box und 1:5-Niederlage gegen  Harry Ward)
- 2019: Achtelfinale (3:6-Niederlage gegen  Luke Humphries)
- 2020: Halbfinale (1:6-Niederlage gegen  Bradley Brooks)
- 2021: Achtelfinale (0:5-Niederlage gegen  Ted Evetts)
- 2022: 1. Runde (1:6-Niederlage gegen  Man Lok Leung)

### PDC
- 2021: 1. Runde (0:3-Niederlage gegen  William O’Connor)
- 2023: 1. Runde (0:3-Niederlage gegen  Lewis Williams)
- 2024: 2. Runde (1:3-Niederlage gegen  Ross Smith)
- 2025: 1. Runde (1:3-Niederlage gegen  Robert Owen)

## Turnierergebnisse
| Turnier                                    | 2019              | 2020              | 2021              | 2022               | 2023               | 2024               | 2025 |
| ------------------------------------------ | ----------------- | ----------------- | ----------------- | ------------------ | ------------------ | ------------------ | ---- |
| PDC-Ranking-Turniere                       |                   |                   |                   |                    |                    |                    |      |
| Weltmeisterschaft                          | n/q               | n/q               | 1R                | n/q                | 1R                 | 2R                 | 1R   |
| World Masters                              | nicht ausgetragen | nicht ausgetragen | nicht ausgetragen | nicht ausgetragen  | nicht ausgetragen  | nicht ausgetragen  | VR   |
| UK Open                                    | 1R                | 3R                | 2R                | 5R                 | 3R                 | 2R                 | 3R   |
| Players Championship Finals                | n/q               | 2R                | n/q               | 1R                 | AF                 | AF                 |      |
| PDC-Turniere ohne Einfluss auf das Ranking |                   |                   |                   |                    |                    |                    |      |
| World Series of Darts Finals               | n/q               | n/q               | VF                | nicht qualifiziert | nicht qualifiziert | nicht qualifiziert |      |
| Karrierestatistiken                        |                   |                   |                   |                    |                    |                    |      |
| Jahresendplatzierung                       | 126               | 79                | 107               | 76                 | 83                 | 49                 |      |

| Legende zu den Turnierergebnissen | Legende zu den Turnierergebnissen | Legende zu den Turnierergebnissen | Legende zu den Turnierergebnissen | Legende zu den Turnierergebnissen | Legende zu den Turnierergebnissen | Legende zu den Turnierergebnissen | Legende zu den Turnierergebnissen | Legende zu den Turnierergebnissen | Legende zu den Turnierergebnissen |
| --------------------------------- | --------------------------------- | --------------------------------- | --------------------------------- | --------------------------------- | --------------------------------- | --------------------------------- | --------------------------------- | --------------------------------- | --------------------------------- |
| n/t                               | nicht teilgenommen                | n/q                               | nicht qualifiziert                | n/a                               | nicht ausgetragen                 | #R                                | Aus in jeweiliger Runde           | GP                                | Aus in der Gruppenphase           |
| AF                                | Achtelfinalist                    | VF                                | Viertelfinalist                   | HF                                | Halbfinalist                      | F                                 | Turnierfinalist                   | S                                 | Turniersieger                     |

## Titel
- Secondary Tour Events
  - PDC Development Tour
    - PDC Development Tour 2018: 4
    - PDC European Development Tour 2021: 4